# Myrmekit

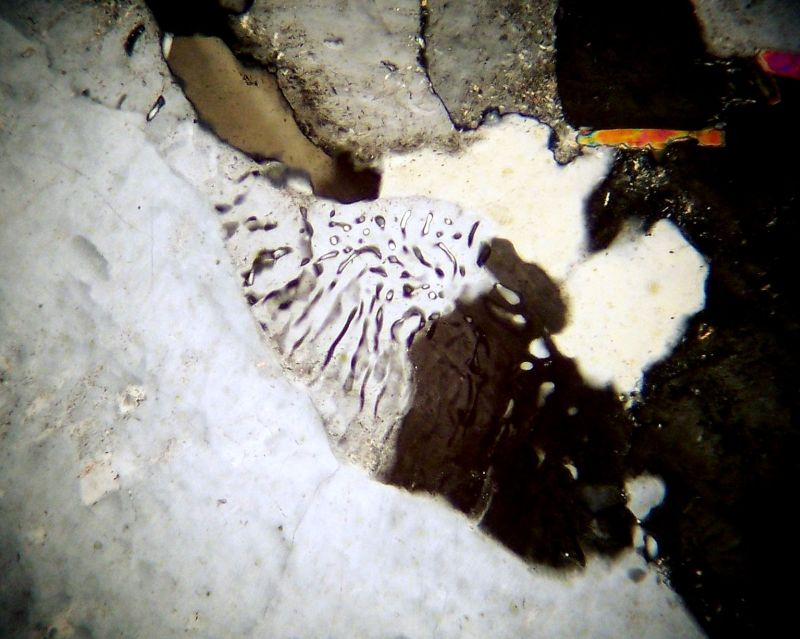
Myrmekit. Przerosty kwarcu w skaleniu w skale granitoidowej. Obraz płytki cienkiej z mikroskopu petrograficznego.

Myrmekit – rodzaj przerostów kwarcowo-skaleniowych w granitoidach. Różnią się one od przerostów mikropegmatytowych składem mineralnym oraz wykształceniem morfologicznym. Myrmekit tworzy brodawkowe utwory plagioklazowe poprzerastane robaczkowo wykształconym kwarcem. Formy te tworzą się zazwyczaj pomiędzy sąsiadującymi obok siebie kryształami skaleni potasowych i plagioklazów. Rozwijają się one w plagioklazie i wnikają do skalenia potasowego. Ilość przerostów robaczkowych zwiększa się w myrmekicie w miarę zwiększania się w plagioklazie-gospodarzu wapniowej cząsteczki anortytowej. Kwarc (krzemionka) zostaje uwolniona ze skalenia potasowego przechodzącego w anortyt według schematu:
- 2KAlSi3O8 + Na2O → 2NaAlSi3O8 + K2O
- 2KAlSi3O8 + CaO → CaAl2Si2O8 + K2O + 4SiO2

W procesie tym uwolniony zostaje także potas K2O, który łączy się prawdopodobnie z krzemionką i glinką dając miki. Przypuszczalnie możliwy jest także metasomatyczny proces powstawania myrmekitów, gdy reakcja zachodzi wskutek migrujących roztworów pochodzących z młodszych intruzji zasadowych w obrębie starszych granitoidów.